# Khúc côn cầu trong nhà tại Đại hội Thể thao Đông Nam Á 2019
Khúc côn cầu trong nhà tại Đại hội Thể thao Đông Nam Á 2019 ở Philippines được tổ chức tại Trung tâm Hội nghị & Thương mại LB Centro ở Los Banos, Laguna từ ngày 4 đến ngày 10 tháng 12 năm 2019. Bộ môn thi đấu trong hai nội dung (một nội dung cho mỗi giới).
Indonesia đã đến với ý định tham gia cả Đội nam và Đội nữ của họ. Tuy nhiên, do mâu thuẫn ở đất nước họ với các câu lạc bộ và tổ chức điều hành, FIH không cho phép họ tham gia. Họ đã rời đi vài ngày sau khi bị buộc phải rút lui tham gia thi đấu.

## Các quốc gia tham dự
- Campuchia (12)
- Malaysia (24)
- Myanmar (12)
- Philippines (24)
- Singapore (24)
- Thái Lan (24)

## Nam

### Vòng bảng
Khúc côn cầu trong nhà tại Đại hội Thể thao Đông Nam Á 2019 - Nam

### Vòng tranh huy chương
Khúc côn cầu trong nhà tại Đại hội Thể thao Đông Nam Á 2019 - Nam

### Bảng xếp hạng cuối cùng
Khúc côn cầu trong nhà tại Đại hội Thể thao Đông Nam Á 2019 - Nam

## Nữ

### Vòng bảng
| VT | Đội             | ST | T | H | B | BT | BB | HS  | Đ  | Giành quyền tham dự |
| -- | --------------- | -- | - | - | - | -- | -- | --- | -- | ------------------- |
| 1  | Malaysia        | 4  | 3 | 1 | 0 | 30 | 2  | +28 | 10 | Bán kết             |
| 2  | Thái Lan        | 4  | 3 | 1 | 0 | 23 | 3  | +20 | 10 | Bán kết             |
| 3  | Singapore       | 4  | 1 | 1 | 2 | 4  | 16 | −12 | 4  | Bán kết             |
| 4  | Philippines (H) | 4  | 1 | 0 | 3 | 4  | 24 | −20 | 3  | Bán kết             |
| 5  | Campuchia       | 4  | 0 | 1 | 3 | 7  | 23 | −16 | 1  |                     |

### Vòng tranh huy chương
|  | Bán kết     | Bán kết         |             |       | Chung kết | Chung kết |
|  |             |                 |             |       |           |           |
|  | 9 Tháng 12  |                 |             |       |           |           |
|  |             |                 |             |       |           |           |
|  | Thái Lan    | 4               |             |       |           |           |
|  | Thái Lan    | 4               | 10 Tháng 12 |       |           |           |
|  | Singapore   | 0               |             |       |           |           |
|  | Singapore   | 0               | Thái Lan    | 1 (0) |           |           |
|  | 9 Tháng 12  |                 | Thái Lan    | 1 (0) |           |           |
|  |             | Malaysia (l.l.) | 1 (2)       |       |           |           |
|  | Malaysia    | Malaysia (l.l.) | 1 (2)       | 16    |           |           |
|  | Malaysia    |                 |             | 16    |           |           |
|  | Philippines | 0               |             |       |           |           |
|  | Philippines | 0               |             |       |           |           |

### Bảng xếp hạng cuối cùng
| Rank | Team        |
| ---- | ----------- |
| 1    | Malaysia    |
| 2    | Thái Lan    |
| 3    | Philippines |
| 3    | Singapore   |
| 5    | Campuchia   |

## Tổng kết huy chương

### Bảng huy chương
| Hạng               | Đoàn               | Vàng | Bạc | Đồng | Tổng số |
| ------------------ | ------------------ | ---- | --- | ---- | ------- |
| 1                  | Malaysia (MAS)     | 2    | 0   | 0    | 2       |
| 2                  | Thái Lan (THA)     | 0    | 2   | 0    | 2       |
| 3                  | Singapore (SGP)    | 0    | 0   | 2    | 2       |
| 4                  | Myanmar (MYA)      | 0    | 0   | 1    | 1       |
| 4                  | Philippines (PHI)  | 0    | 0   | 1    | 1       |
| Tổng số (5 đơn vị) | Tổng số (5 đơn vị) | 2    | 2   | 4    | 8       |

### Danh sách huy chương
| Nội dung | Vàng       | Bạc        | Đồng          |
| -------- | ---------- | ---------- | ------------- |
| Nam      | Malaysia · | Thái Lan · | Myanmar ·     |
| Nam      | Malaysia · | Thái Lan · | Singapore ·   |
| Nữ       | Malaysia · | Thái Lan · | Philippines · |
| Nữ       | Malaysia · | Thái Lan · | Singapore ·   |